# Граф Листоуэл
Граф Листоуэл (англ. Earl of Listowel) — наследственный титул в системе Пэрства Ирландии. Он был создан в 1822 году для Уильяма Хара, 1-го виконта Эннисмора и Листоуэла (1751—1837), который раньше представлял Корк-сити (1796—1797) и Ати (1798—1801) в Ирландской палате общин.
Уильям Хар также получил титулы барона Эннисмора в графстве Керри (1800) и виконта Эннисмора и Листоуэла (1816), став пэром Ирландии. Его внук, Уильям Хар, 2-й граф Листоуэл (1801—1856), представлял Керри и Сент-Олбанс в Британской палате общин. Ему наследовал его старший сын, Уильям Хар, 3-й граф Листоуэл (1833—1924). В 1869 году для него был создан титул барона Хара из Конвамора в графстве Корк (пэрство Соединённого королевства). Последний титул дал ему и его потомкам автоматическое место в Палате лордов Великобритании. Лорд Листоуэл занимал должность лорда-в-ожидании в либеральном правительстве Уильяма Гладстона (1880). Его внук, Уильям Хар, 5-й граф Листоуэл (1906—1997), политик-лейборист, занимал ряд должностей в правительстве, в частности, являлся министром по делам Индии и Бирмы (1944—1945, 1947, 1947—1948) и генерал-губернатором Ганы (1957—1960).
По состоянию на 2025 год, обладателем графского титула является его старший сын, Фрэнсис Хар, 6-й граф Листоуэл (род. 1964), сменивший отца в 1997 году. Лорд Листоуэл является одним из 90 избираемых наследственных пэров, которые сохранили место в Палате лордов после принятия палатой акта о пэрах в 1999 году.
Джон Хар, 1-й виконт Блэкенхэм (1911—1982), политик-консерватор, третий сын Ричарда Хара, 4-го графа Листоуэла. В 1963 году получил наследственный титул виконта Блэкенхема.
Листоуэл — город в графстве Керри (Ирландия).
Фамильная резиденция графов Листоуэл — Convamore House в графстве Корк (Ирландия).

## Графы Листоуэл (1822)
- 1822—1837: Уильям Хар, 1-й граф Листоуэл (сентябрь 1751 — 13 июля 1837), сын Ричарда Хара;
- 1837—1856: Уильям Хар, 2-й граф Листоуэл (22 сентября 1801 — 24 сентября 1856), старший сын полковника Ричарда Хара (1773—1827) и внук 1-го графа;
- 1856—1924: Уильям Хар, 3-й граф Листоуэл (29 мая 1833 — 5 июня 1924), старший сын предыдущего;
- 1924—1931: Ричард Хар, 4-й граф Листоуэл (12 сентября 1866 — 16 ноября 1931), старший сын предыдущего;
- 1931—1997: Уильям Фрэнсис Хар, 5-й граф Листоуэл (28 сентября 1906 — 12 марта 1997), старший сын предыдущего;
- 1997 — настоящее время: Фрэнсис Майкл Хар, 6-й граф Листоуэл (род. 28 июня 1964), старший сын предыдущего от третьего брака.
  - Наследник: Тимоти Патрик Хар (род. 23 февраля 1966), младший брат предыдущего.